# Jefferson City (Montana)
Jefferson City ist eines von neun zu Statistikzwecken bestimmtes Siedlungsgebieten (Census-designated place) in Jefferson County im US-Bundesstaat Montana.
Das Gebiet hat eine Fläche von 31,2 km² (12,1 square miles), welche nur aus Land und keiner Wasserfläche besteht. Es ist in der Volkszählung, die von dem United States Census Bureau durchgeführt wird, einzeln erfasst, ist aber zugleich ein Teil der Helena Micropolitan Statistical Area.